# 인종 (고려)
인종(仁宗, 1109년 11월 5일(음력 10월 4일), 율리우스력 10월 29일 ~ 1146년 4월 17일(음력 2월 28일), 율리우스력 4월 10일)은 고려의 제17대 국왕(재위 : 1122년 5월 22일(음력 4월 8일), 율리우스력 5월 15일 ~ 1146년 4월 17일(음력 2월 28일), 율리우스력 4월 10일)이다. 고려도경에 따르면 인종의 외모는 키는 작으나 얼굴이 풍후하며 살이 찐 편이었다고 기록했다.
휘는 해(楷), 자는 인표(仁表), 묘호는 인종(仁宗), 시호는 극안공효대왕(克安恭孝大王), 능호는 장릉(長陵). 예종과 순덕왕후 이씨(順德王后 李氏)의 맏아들이다.

## 생애

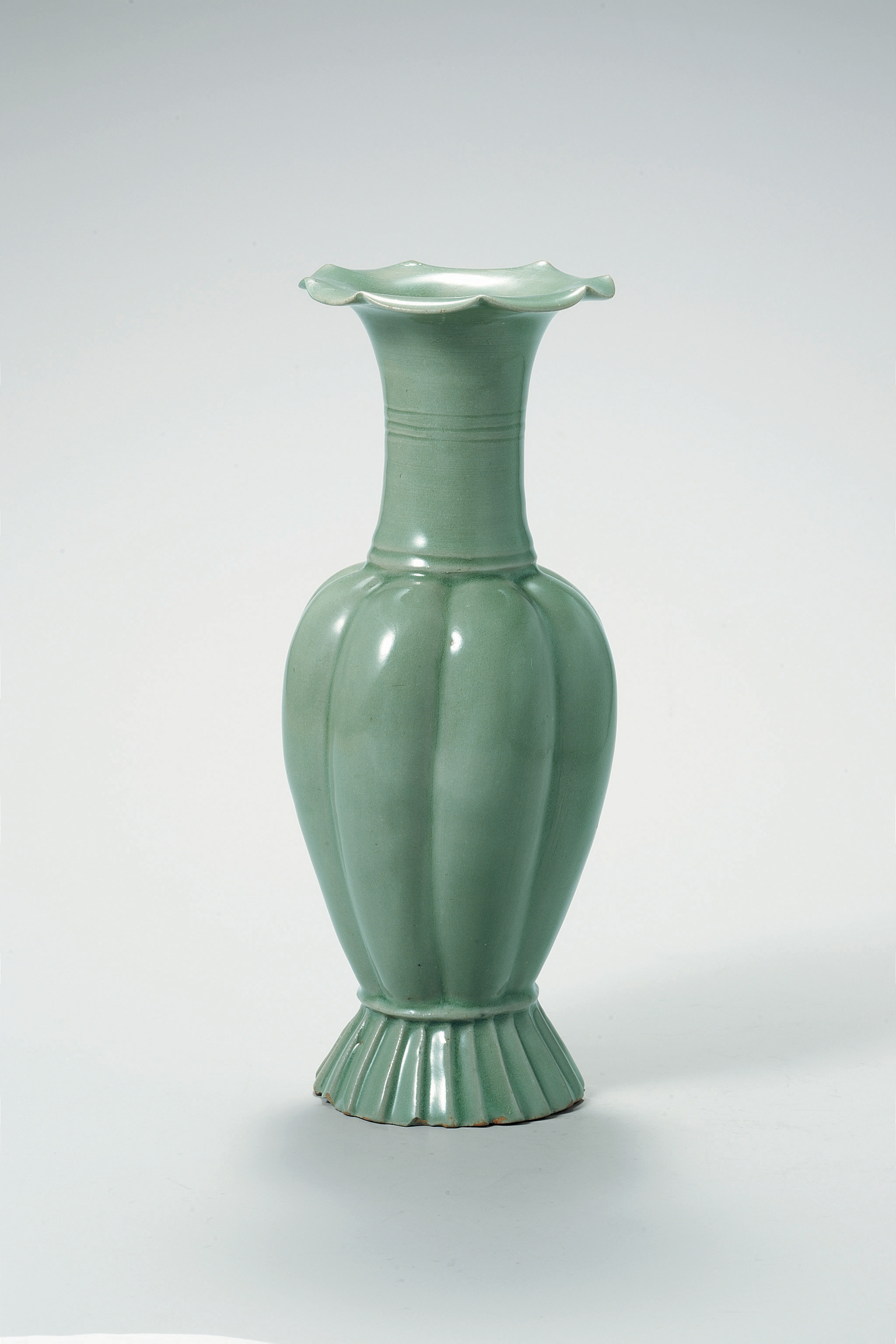
인종의 능인 장릉에서 출토된 청자 참외모양 병

인종은 1109년, 예종의 장남으로 태어나, 1115년(예종 10년) 음력 2월, 왕태자로 책봉되었다. 1122년 음력 4월 예종의 뒤를 이어  14살에 왕위를 이었다. 나이가 어린 것이 염려되었으나 외조부인 평장사 이자겸이 옹립하였다.
그러나 오히려 즉위 초에는 이자겸이 정권을 틀어쥐고 인종을 위협하였다. 심지어 이자겸은 자신의 셋째와 넷째 딸, 즉 인종의 이모들을 모두 인종에게 시집보내어 왕의 장인까지 되었다. 일부 신하들은 이러한 이자겸의 횡포에 반기를 품고 이자겸을 축출하려 하였으나 이자겸이 과거 윤관의 부하 장수인 척준경과 손을 잡고 권세를 부려 어찌할 도리가 없었다. 이자겸은 심지어 인종을 자신의 집에 가두고 자신이 공공연히 왕이 될 것이란 소문을 퍼뜨렸다.
그러나 이자겸과 척준경의 사이가 곧 멀어지고 그사이 척준경은 인종과 가까워진다. 1126년(인종 4) 이자겸이 궐내에 침입하여 궁실을 방화하여 왕은 남궁(南宮)에 파천하였으나, 최사전(崔思全)·척준경(拓俊京) 등으로 하여금 이자겸을 잡아 영광에 귀양 보내고, 이듬해 척준경도 귀양 갔다.
인종은 개경의 터가 좋지 않은 것 같아 고심하고 있던 차에 승려 묘청이 인종에게 서경으로 도읍을 옮길 것과 칭제건원(稱帝建元), 즉 대내적으로 쓰이던 황제의 칭호를 대외적으로도 칭하며, 이와 함께 연호를 쓸 것을 인종에게 설득하였다. 그러나 당시 중국 북부의 금나라가 고려를 심히 견제하자 김부식 등 개경파는 이에 크게 반대하였고, 어떻게든 인종이 개경에 머물게 하려고 애를 썼다. 하지만 묘청이 인종의 신임을 믿고 오만방자하게 굴자 인종은 점차 묘청을 의심하기 시작하였다.
1135년(인종 13년) 묘청이 반란을 일으키니, 이것이 묘청의 난이다. 김부식을 서경정토대장(西京征討大將)으로 보내어 이듬해 평정하였다. 인종은 또한 김부식에게 《삼국사기》를 편찬할 것을 명하여 1145년 완성을 보았다.
1146년(인종 23년) 음력 2월 향년 38세에 태자에게 황위를 물리고 병으로 죽었다. 능은 경기도 개풍군 청교면에 위치한 장릉(長陵)이다.

## 평가
어려서부터 재능과 기예가 있어 음률과 서화에도 능하였으며, 국가 재정을 절약하여 환관들을 감축하는 등 선정을 베풀었다. 문운(文運)을 일으키고 김부식 등에 명하여 《삼국사기》를 편찬하게 하였다.

## 가족 관계
| 1109년 11월 5일(음력 10월 4일) 고려 개경 정궁 | 1146년 4월 17일(음력 2월 28일) (36세) 고려 개경 보화전 |

|    |                                                   | 생몰년          | 부모                                              | 비고                                    |
| -- | ------------------------------------------------- | --------------- | ------------------------------------------------- | --------------------------------------- |
| 부 | 예종 睿宗                                         | 1079년 - 1122년 | 숙종 肅宗 명의왕후 유씨 明懿王后 柳氏             | 제16대 국왕                             |
| 모 | 순덕왕후 이씨 順德王后 李氏 문경왕태후 文敬王太后 | 1094년 - 1118년 | 이자겸 李資謙 변한국대부인 최씨 卞韓國大夫人 崔氏 | 이자겸의 2녀 예종 9년(1114년) 황후 책봉 |

|       | 시호                                          | 본관 | 생몰년          | 부모                                              | 비고                               |
| ----- | --------------------------------------------- | ---- | --------------- | ------------------------------------------------- | ---------------------------------- |
| 폐비  | 폐비 이씨 廢妃 李氏 연덕궁주 延德宮主         | 인주 | 미상 - 1139년   | 이자겸 李資謙 변한국대부인 최씨 卞韓國大夫人 崔氏 | 이자겸의 3녀 인종 4년(1126년) 폐위 |
| 폐비  | 폐비 이씨 廢妃 李氏 복창원주 福昌院主         | 인주 | 미상 - 1195년   | 이자겸 李資謙 변한국대부인 최씨 卞韓國大夫人 崔氏 | 이자겸의 4녀 인종 4년(1126년) 폐위 |
| 제1비 | 공예왕후 임씨 恭睿王后 任氏 공예태후 恭睿太后 | 정안 | 1109년 - 1183년 | 임원후 任元厚 진한국대부인 이씨 辰韓國大夫人 李氏 |                                    |
| 제2비 | 선평왕후 김씨 宣平王后 金氏                   |      | 미상 - 1179년   | 김선 金璿 미상                                    |                                    |

|   |                         | 이름      | 생몰년          | 생모          | 배우자                                                  | 비고        |
| - | ----------------------- | --------- | --------------- | ------------- | ------------------------------------------------------- | ----------- |
| 1 | 의종 懿宗               | 현 晛     | 1127년 - 1173년 | 공예왕후 임씨 | 장경왕후 김씨 莊敬王后 金氏 장선왕후 최씨 莊宣王后 崔氏 | 제18대 국왕 |
| 2 | 대령후 大寧侯           | 경 暻     | 1130년 - 미상   | 공예왕후 임씨 | 김씨 金氏                                               |             |
| 3 | 명종 明宗 익양공 翼陽公 | 호 晧     | 1131년 - 1202년 | 공예왕후 임씨 | 의정왕후 김씨 義靜王后 金氏                             | 제19대 국왕 |
| 4 | 원경국사 元敬國師       | 충희 冲曦 | 미상 - 1183년   | 공예왕후 임씨 | 미혼                                                    |             |
| 5 | 신종 神宗 평량공 平凉公 | 탁 晫     | 1144년 - 1204년 | 공예왕후 임씨 | 선정왕후 김씨 宣靖王后 金氏                             | 제20대 국왕 |

|   |                   | 생몰년          | 생모          | 배우자                  | 비고                        |
| - | ----------------- | --------------- | ------------- | ----------------------- | --------------------------- |
| 1 | 승경궁주 承慶宮主 | 미상            | 공예왕후 임씨 | 공화후 왕영 恭化侯 王瑛 | 의종 11년(1157년) 이전 사망 |
| 2 | 덕녕궁주 德寧宮主 | 미상 - 1192년   | 공예왕후 임씨 | 강양공 왕감 江陽公 王瑊 |                             |
| 3 | 창락궁주 昌樂宮主 | 미상 - 1216년   | 공예왕후 임씨 | 신안후 왕성 信安侯 王珹 | 고종의 외조모               |
| 4 | 영화궁주 永和宮主 | 1141년 - 1208년 | 공예왕후      | 소성후 왕공 邵城侯 王珙 |                             |

| 의종                    | 의종                                                  | 대령후                          | 명종                                            | 명종                                | 신종                                            | 신종                                |
| ----------------------- | ----------------------------------------------------- | ------------------------------- | ----------------------------------------------- | ----------------------------------- | ----------------------------------------------- | ----------------------------------- |
| 효령태자 孝靈太子       | 경덕궁주 敬德宮主 안정궁주 安貞宮主 화순궁주 和順宮主 | 미상                            | 강종 康宗                                       | 연희궁주 延禧宮主 수안궁주 壽安宮主 | 희종 熙宗 양양공 襄陽公                         | 효회공주 孝懷公主 경녕궁주 敬寧宮主 |
| 승경궁주                | 승경궁주                                              | 덕녕궁주                        | 창락궁주                                        | 창락궁주                            | 영화궁주                                        | 영화궁주                            |
| 광릉공 왕면 廣陵公 王沔 | 왕씨 王氏                                             | 효령태자비 왕씨 孝靈太子妃 王氏 | 계성후 왕원 桂城侯 王沅 영인후 왕진 寧仁侯 王稹 | 원덕왕후 元德王后                   | 창화후 왕우 昌化侯 王祐 수사도 왕선 守司徒 王璿 | 이간의 처(妻)                       |

## 인종이 등장하는 작품
- 《무인시대》(KBS, 2003년~2004년, 배우:이성호

## 같이 보기
- 예종
- 이자겸
- 묘청의 난
- 김부식
- 삼국사기
- 정지상
- 서경천도운동
- 김돈중